# Денніс Франц
Денніс Франц (англ. Dennis Franz; 28 жовтня 1944) — американський актор.

## Біографія
Денніс Франц народився 28 жовтня 1944 року в Мейвуді передмісті Чикаго, штат Іллінойс. Батько Франц Фердинанд Шлакта — німецький іммігрант, мати Елеонора Мюллер німецького походження, сестри Марлен (1938) і Хайді (1935). Навчався в середній школі Proviso East High School в Мейвуді, штат Іллінойс. Активно займався бейсболом, футболом і плаванням. Закінчив Університет Південного Іллінойсу і був негайно призваний в армію. Служив 11 місяців у 82-й повітряно-десантній дивізії у В'єтнамі.

## Кар'єра
Денніс Франц почав свою акторську кар'єру в 1972 році в Organic Theatre Company. Виконав ролі у п'яти фільмах Браяна Де Пальми: «Лють» (1978), «Одягнений для вбивства» (1980), «Прокол» (1981), «Обличчя зі шрамом» (1983), «Підставне тіло» (1984). За роль детектива Енді Сіповіца у телесеріалі «Поліція Нью-Йорка» (1993–2005), здобув премію «Золотий глобус» і чотири премії «Еммі», як найкращий головний актор.

## Особисте життя
Денніс познайомився з Джоанні Зек у 1982 році й допоміг виховувати її двох дочок від першого шлюбу, Крісту (1976) і Трішу (1974). Вони одружилися у 1995 році.

## Фільмографія

### Актор
| Рік       |    | Українська назва                            | Оригінальна назва                          | Роль                                           |
| --------- | -- | ------------------------------------------- | ------------------------------------------ | ---------------------------------------------- |
| 1965      | ф  | Міккі один                                  | Mickey One                                 | маленька роль                                  |
| 1978      | ф  | Запам'ятай моє ім'я                         | Remember My Name                           | Френкс                                         |
| 1978      | ф  | Лють                                        | The Fury                                   | Боб Еджелстон                                  |
| 1978      | ф  | Весілля                                     | A Wedding                                  | Кунс                                           |
| 1978      | ф  | Кам'янистий острів                          | Stony Island                               | Джеррі Доміно                                  |
| 1979      | ф  | Ідеальна пара                               | A Perfect Couple                           | Коста                                          |
| 1979      | тф | Дешеві місця                                | Bleacher Bums                              | Зіг                                            |
| 1980      | ф  | Одягнений для вбивства                      | Dressed to Kill                            | детектив Маріно                                |
| 1980      | ф  | Попай                                       | Popeye                                     | Спайк                                          |
| 1981      | ф  | Прокол                                      | Blow Out                                   | Менні Карп                                     |
| 1981      | тф | Чиказька історія                            | Chicago Story                              | офіцер Джо Гілланд                             |
| 1982      | с  | Чиказька історія                            | Chicago Story                              | офіцер Джо Гілланд                             |
| 1983      | с  | Бей-Сіті Блюз                               | Bay City Blues                             | Анджело Карбоні                                |
| 1983—1987 | с  | Блюз Гілл Стріт                             | Hill Street Blues                          | лейтенант Норман Бантц, детектив Сел Бенедетто |
| 1983      | ф  | Психо 2                                     | Psycho II                                  | Воррен Туммі                                   |
| 1983      | ф  | Обличчя зі шрамом                           | Scarface                                   | співробітник імміграційної служби              |
| 1984      | ф  | Підставне тіло                              | Body Double                                | режисер Рубін                                  |
| 1984—1985 | с  | Команда А                                   | The A-Team                                 | Брукс / Сем Френдлі                            |
| 1984      | с  | Розривна течія                              | Riptide                                    | Ерл Бертейн                                    |
| 1984      | с  | Приймальний спокій                          | E/R                                        | бойфренд                                       |
| 1984      | с  | Ті Джей Гукер                               | T.J. Hooker                                | Андрос Маргуліс                                |
| 1985      | с  | Саймон і Саймон                             | Simon & Simon                              | Френк Магоні                                   |
| 1984—1985 | с  | Гардкасл і МакКормік                        | Hardcastle and McCormick                   | Джо Гейс / Тоні Бутрос                         |
| 1985      | с  |                                             | MacGruder and Loud                         | Роше                                           |
| 1985      | с  | Мисливець                                   | Hunter                                     | сержант Джекі Молінас                          |
| 1985      | с  | Вуличний яструб                             | Street Hawk                                | інспектор Френк Менло                          |
| 1985      | с  | Сцена злочину                               | Scene of the Crime                         | Пет Гранді                                     |
| 1985      | тф | Смертельні послання                         | Deadly Messages                            | детектив Макс Лукас                            |
| 1985      | ф  | Потяг-утікач                                | Runaway Train                              | поліцейський                                   |
| 1986      | ф  | Колотнеча                                   | A Fine Mess                                | Філ                                            |
| 1987—1988 | с  | Беверлі-Гіллз Бантц                         | Beverly Hills Buntz                        | Норман Бантц                                   |
| 1989      | с  | Метлок                                      | Matlock                                    | Джек Бреннерт                                  |
| 1989      | с  | Крістін Кромвелл                            | Christine Cromwell                         | детектив Грейнджер                             |
| 1989      | кф | Історія Сіда                                | The Sid Story                              | Сід                                            |
| 1989      | тф | Поцілуночок                                 | Kiss Shot                                  | Макс Флейшер                                   |
| 1989      | ф  | Доставити за призначенням                   | The Package                                | лейтенант Мілан Деліч                          |
| 1990      | ф  | Міцний горішок 2                            | Die Hard 2                                 | капітан Лоренцо                                |
| 1990      | с  | Противні хлопчики                           | Nasty Boys                                 | Лейтенант Стен Крейгер                         |
| 1990      | тф | Противні хлопчики 2: Самотня справедливість | Nasty Boys, Part 2: Lone Justice           |                                                |
| 1991      | тф | Кінна поліція Нью-Йорка                     | N.Y.P.D. Mounted                           | Тоні Спампатта                                 |
| 1991      | с  | Громадянські війни                          | Civil Wars                                 | Мюррей Сейделман                               |
| 1992      | тф |                                             | In the Line of Duty: Siege at Marion       | Боб Брайант                                    |
| 1993—2005 | с  | Поліція Нью-Йорка                           | NYPD Blue                                  | детектив Енді Сіповіц                          |
| 1994      | тф | Під перехресним вогнем                      | Moment of Truth: Caught in the Crossfire   | Гас Пейн                                       |
| 1994      | мс | Сімпсони                                    | The Simpsons                               | у ролі самого себе                             |
| 1995      | тф | Правосуддя по-техаський                     | Texas Justice                              | Річард Гейнс                                   |
| 1996      | тф |                                             | Healing the Hate                           | господар                                       |
| 1996      | ф  | Американський Буффало                       | American Buffalo                           | Дон                                            |
| 1996—1997 | мс | Могутні каченята                            | Mighty Ducks                               | капітан Клеггорн                               |
| 1997      | мф | Могутні каченята                            | Mighty Ducks the Movie: The First Face-Off | капітан Клеггорн                               |
| 1998      | ф  | Місто янголів                               | City of Angels                             | Натаніель Месінгер                             |
| 1998      | с  | Вулиця Сезам                                | Sesame Street                              | у ролі самого себе                             |

### Сценарист, продюсер
| Рік  |    | Українська назва       | Оригінальна назва                        | Роль              |
| ---- | -- | ---------------------- | ---------------------------------------- | ----------------- |
| 1979 | тф | Дешеві місця           | Bleacher Bums                            | сценарист (п'єса) |
| 1994 | тф | Під перехресним вогнем | Moment of Truth: Caught in the Crossfire | співпродюсер      |
| 2001 | тф | Дешеві місця           | Bleacher Bums                            | сценарист (п'єса) |